# Мане, Алексис
Алекси́с Мане́ (фр. Alexis Mané; 30 апреля 1997, Ла-Рошель, Франция) — французский футболист сенегальского происхождения, играющий на позиции полузащитника.

## Клубная карьера
Мане является воспитанником «Генгама». С 2015 года выступал за резервную команду, где дебютировал 28 марта 2015 года в поединке против «Динан Леон». В сезоне 2016/17 Алексис стал игроком первой команды. 12 августа 2016 года он дебютировал в Лиге 1 в поединке против «Монако», заменив на 88-й минуте Маркуса Коко.

## Личная жизнь
Его сестра Мари — профессиональная баскетболистка.